# ГЕС-ГАЕС Такане I
ГЕС-ГАЕС Такане I (高根第一発電所) – гідроелектростанція в Японії на острові Хонсю. Знаходячись перед ГЕС Такане II (26,1 МВт), становить верхній ступінь в каскаді на річці Хіда, правій притоці Кісо, яка за десяток кілометрів на захід від Нагої впадає до затоки Ісе (Внутрішнє Японське море). 

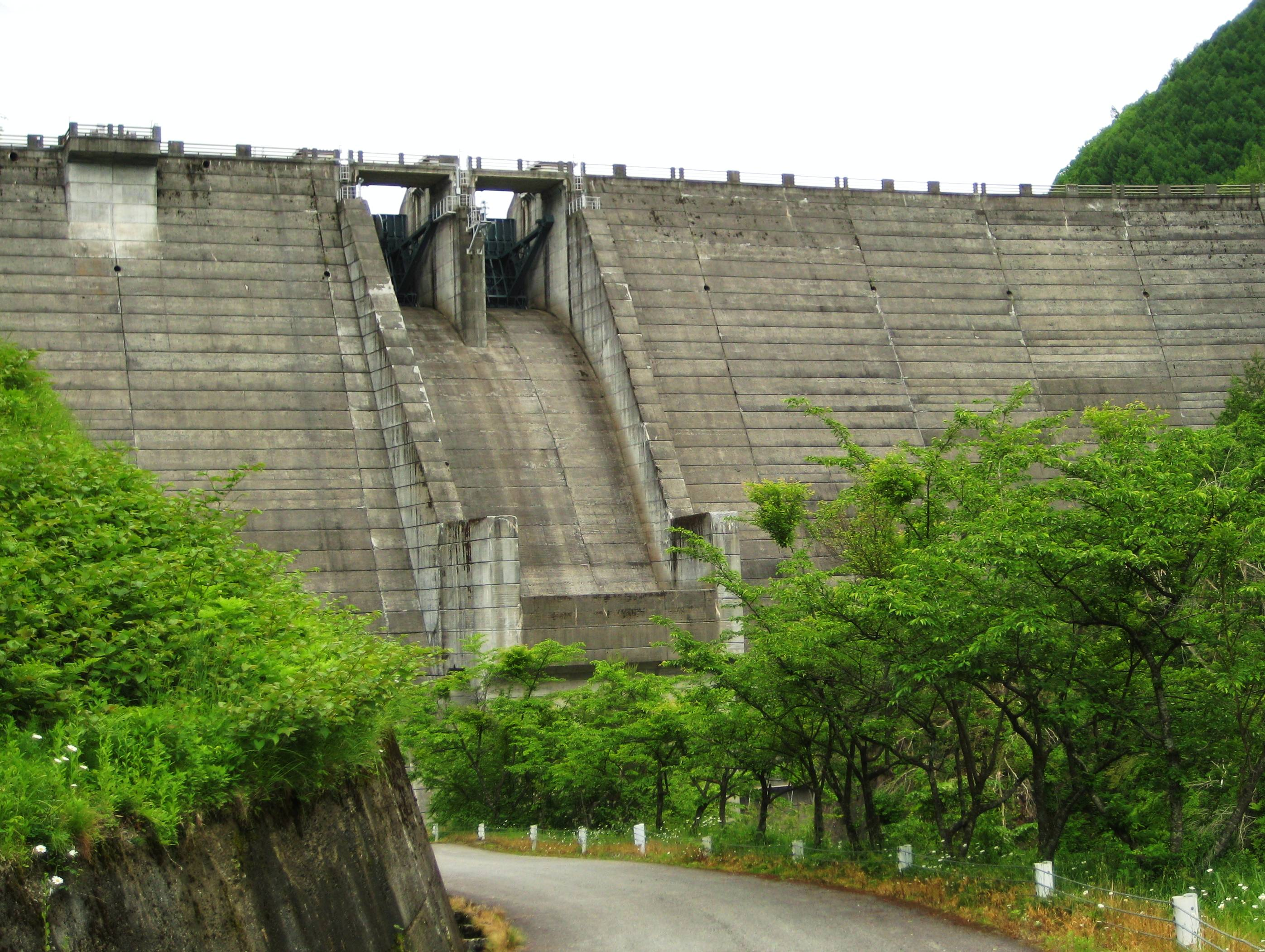
Гребля Такане ІІ

Роботу станції забезпечують два резервуари, послідовно створені на Хіді за допомогою двох гребель:
- бетонної аркової Такане І висотою 133 метра та довжиною 276 метрів, яка потребувала 330 тис м3 матеріалу та утримує водойму з площею поверхні 1,17 км2 і об’ємом 43,6 млн м3 (корисний об’єм 34 млн м3), в якій припустиме коливання рівня між позначками 1035 та 1080 метрів НРМ;
- бетонної гравітаційної Такане ІІ висотою 69 метрів та довжиною 232 метра, яка потребувала 162 тис м3 матеріалу та утримує водойму з площею поверхні 0,58 км2 і об’ємом 11,9 млн м3 (корисний об’єм 5,8 млн м3), в якій припустиме коливання рівня між позначками 943 та 955 метрів НРМ.
Через чотири напірні водоводи довжиною по 0,2 км зі спадаючим діаметром від 4,4 до 3,5 метра ресурс подається до підземного машинного залу розмірами 89х19 метрів при висоті 40 метрів. Останній обладнали чотирма оборотними турбінами типу Деріяз загальною потужністю 372,4 МВт (номінальна потужність станції рахується як 340 МВт), котрі використовують напір від 80 до 136 метрів.
Із нижнім резервуаром машинний зал сполучає тунель довжиною 0,3 км з діаметром 8 метрів.